# Longinus

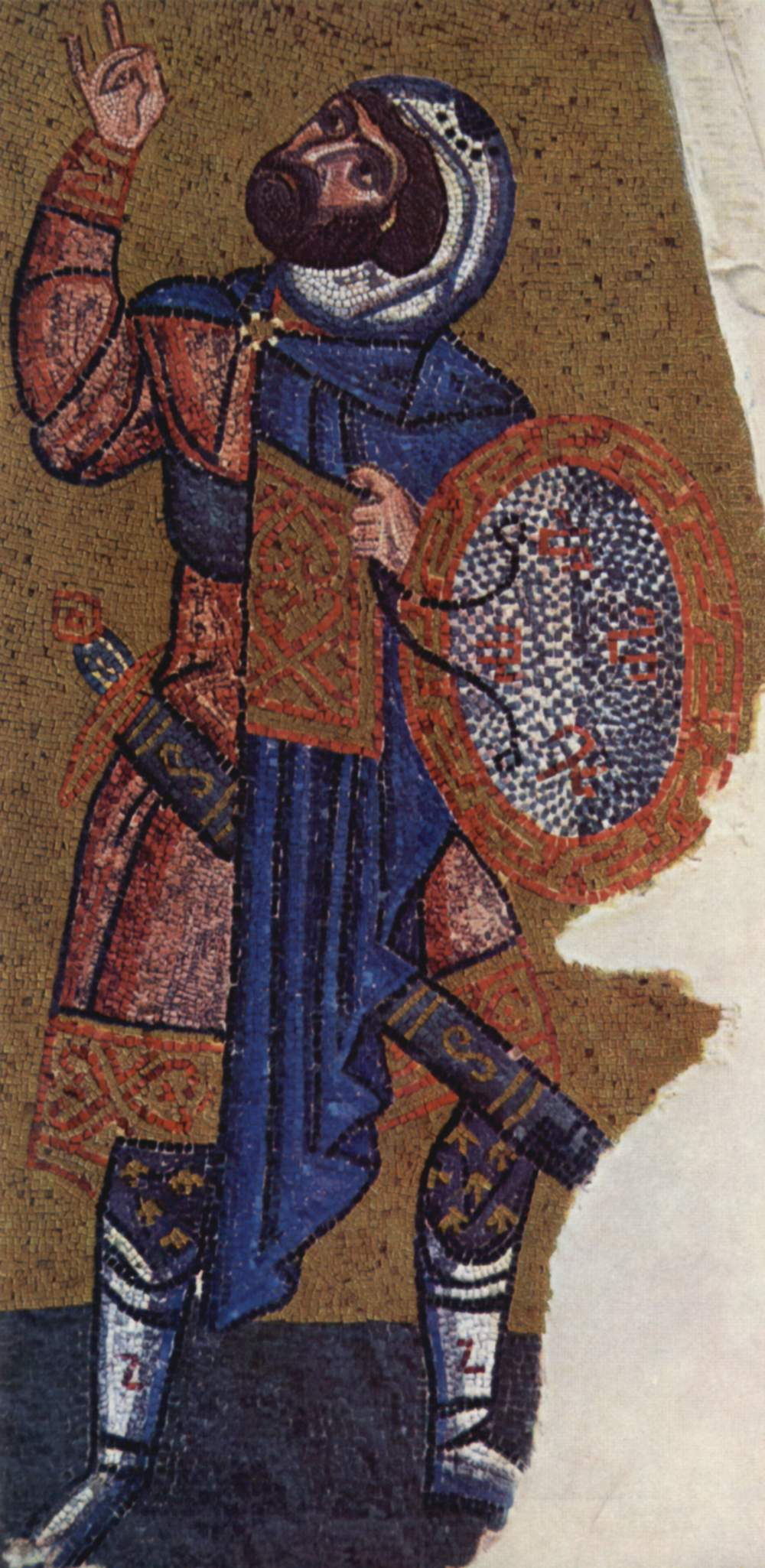
Mosaik des Longinus in der Klosterkirche von Nea Moni auf Chios, 11. Jh.

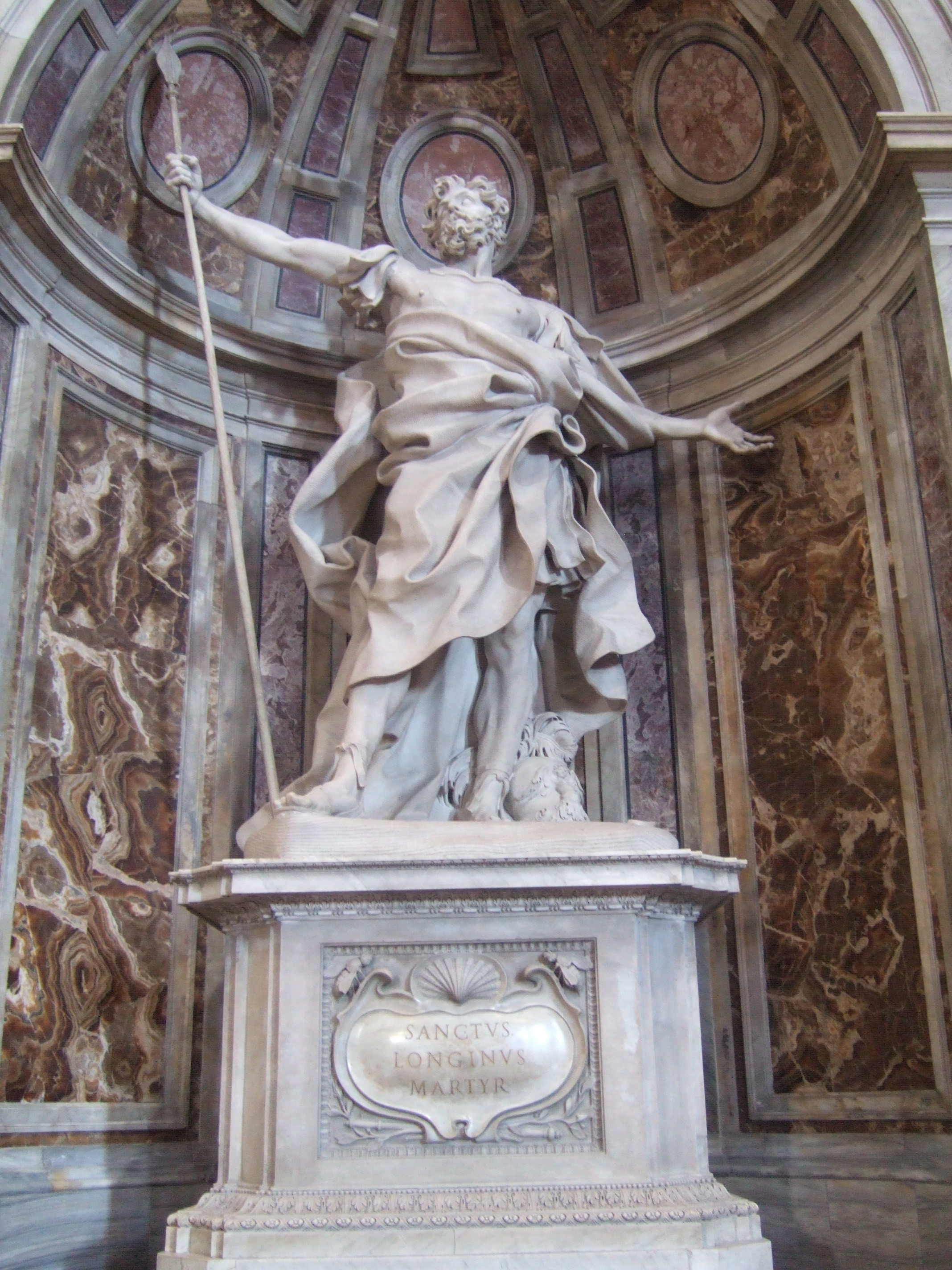
Statue des heiligen Longinus im Petersdom

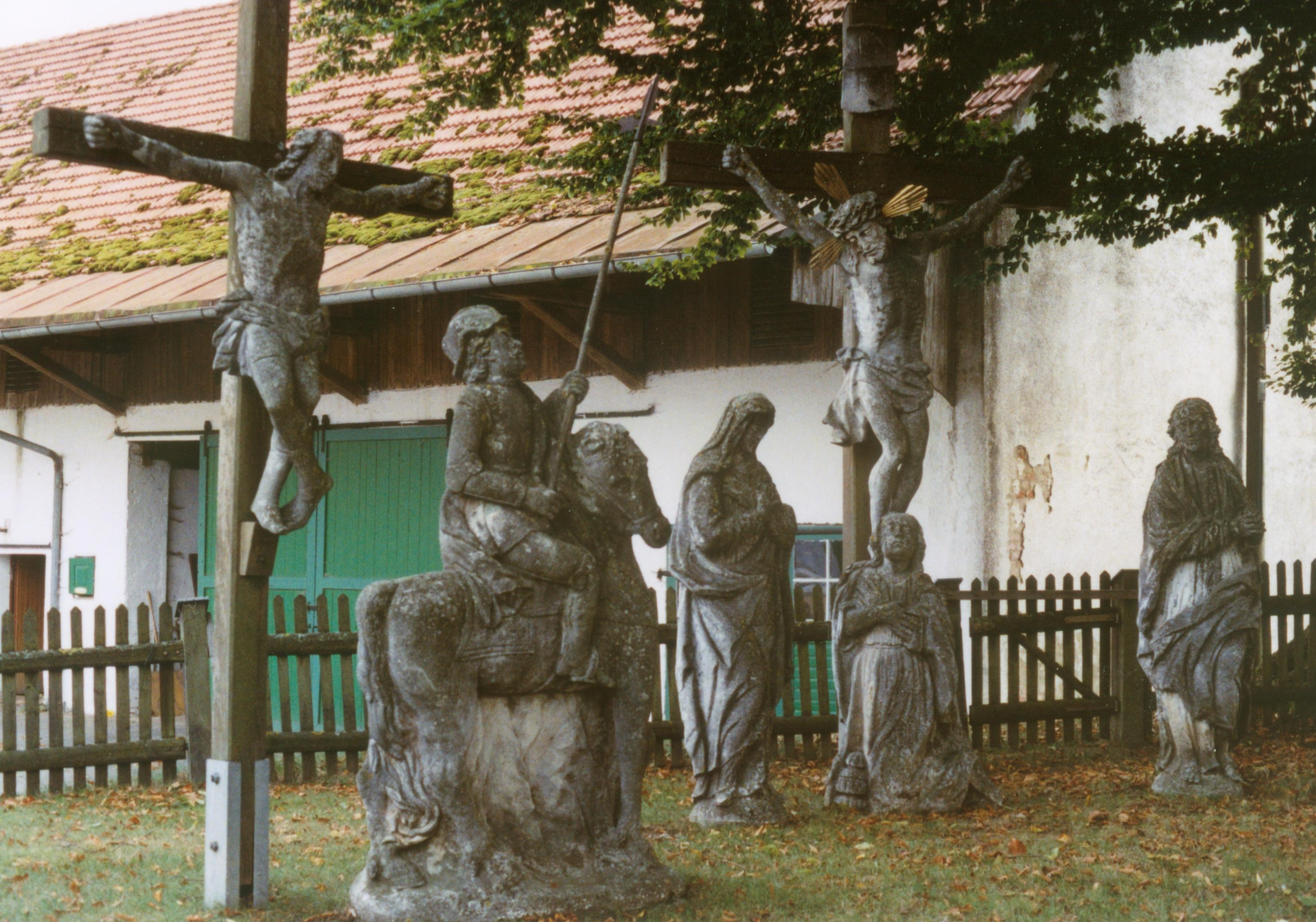
Kalvarienberggruppe in Wenigmünchen mit hl. Longinus zu Pferd

Longinus war nach dem apokryphen Nikodemusevangelium und nach der Legenda aurea jener römische Centurio, der Jesus nach dessen Tod einen Speer (die „Heilige Lanze“) in die Seite gestochen haben soll und der nach dem Matthäusevangelium sowie dem Markusevangelium die Gottessohnschaft Jesu bezeugte. Der Namenstag des heiligen Longinus ist der 15. März.

## Taufe und Märtyrertod
Derjenige, der Jesus nach seinem Hinscheiden die Seite geöffnet hat, wurde im Evangelium nach Johannes (Joh 19,34 ) als einer der Häscher benannt, die den beiden neben Jesu Gekreuzigten (beim crurifragium) die Beine gebrochen hatten. Erst apokryph wird der Soldat als Longinus benannt und zunehmend als Hauptmann (Centurio) bezeichnet.
Die Verehrung des Heiligen Blutes, das ungestockt der Wunde entfloss, hat im Laufe des 10. und 11. Jahrhunderts Eingang in den Kultus gefunden und mit Franz von Assisi und der Verehrung der Stigmata im 13. Jahrhundert an Bedeutung gewonnen. Die Wundflüssigkeit soll Longinus' Augenleiden geheilt haben, woraufhin er das mit Erde vermischte Blut gesammelt hat und sich taufen ließ. Er verließ Palästina und verkündete in Mantua das Evangelium, von wo aus die Heilig-Blut-Verehrung ihren Ausgang nahm. Um einer Verfolgung zu entgehen, reiste er nach Caesarea in Kappadozien in der heutigen Türkei. Vor seiner Abreise aus Mantua vergrub er das Blut Christi. In Cäsarea soll er den Märtyrertod erlitten haben. Insofern wäre er Märtyrer im doppelten Sinne gewesen: im neutestamentlichen Sinne als einer der ersten Zeugen der Göttlichkeit Christi und im frühchristlichen Sinne als ein Mensch, der um des Bekenntnisses seines Glaubens willen getötet wird.
Die Heilige Lanze, die seit dem frühen Mittelalter zu den Herrschaftsinsignien des Heiligen Römischen Reiches, den Reichskleinodien, gehörte, wurde erstmals in einem päpstlichen Schreiben aus dem ersten Drittel des 13. Jahrhunderts mit der Lanze des Longinus, dessen Name wohl von der „langen Lanze“ entlehnt wurde, identifiziert. Ab dem 14. Jahrhundert setzte sich diese Deutung offiziell durch.

## Longinus in der Passionsikonographie
In der christlichen Ikonographie bildet Longinus zusammen mit dem Schwammträger Stephaton häufig ein Paar zu beiden Seiten des Kreuzes.
Eine Statue des Longinus, geschaffen von Gianlorenzo Bernini, befindet sich in einer Kuppelpfeilernische im Petersdom.
In der Volkskunst des Schwarzwalds fand das geschnitzte Longinuskreuz regionale Verbreitung.